# The Providence Journal
The Providence Journal est un journal quotidien américain basé à Providence (Rhode Island).
Ce titre local, qui fut créé en 1829 par John Miller, est le plus ancien journal quotidien des États-Unis. Le numéro un est publié le 21 juillet 1829.
Distribué dans tout l'État de Rhode Island, il fut acheté par le groupe de presse Belo en 1996.